# Radek Augustin
Radek Augustin (* 25. dubna 1977) je český politik a manažer, v letech 2013 až 2014 a opět pak 2017 až 2018 vedoucí Úřadu vlády ČR, v letech 2010 až 2013 místopředseda SPOZ (tuto funkci však po dobu výkonu pozice vedoucího Úřadu vlády ČR pozastavil), v letech 2014 až 2017 ředitel Odboru analytického Kanceláře prezidenta republiky.

## Život
Vystudoval obor historie s rozšířenou výukou jazyků (angličtina a němčina) na Filosoficko-přírodovědecké fakultě Slezské univerzity v Opavě a získal tak titul Mgr.
Živil se jako projektový manažer investičních a neinvestičních projektů čerpajících prostředky ze strukturálních fondů EU - zejména z oblasti školství a vzdělávání. Zároveň je předsedou Olomouckého vzdělávacího sdružení, které pořádá v Olomouci besedy a přednášky osobností ze světa kultury, politiky a historie a rovněž vydává knihy místních autorů.
Radek Augustin je svobodný.

## Politické působení
V minulosti působil v organizaci Mladých sociálních demokratů a v letech 1997 až 2009 byl členem ČSSD. V roce 2010 vstoupil do Strany Práv Občanů ZEMANOVCI, v níž vede stranickou organizaci Olomouckého kraje.
Na ustavujícím sjezdu SPOZ v Praze byl v březnu 2010 zvolen místopředsedou strany. Tuto funkci obhájil jak na mimořádném sjezdu SPOZ v Praze v listopadu 2010 (zvolen místopředsedou pro Moravu), tak na pražském sjezdu v březnu 2013.
V krajských volbách v roce 2012 byl lídrem kandidátky SPOZ v Olomouckém kraji. Strana však získala pouze 3,30 % hlasů a do Zastupitelstva Olomouckého kraje se nedostala.
V červenci 2013 byl jmenován vládou Jiřího Rusnoka vedoucím Úřadu vlády ČR. Po dobu výkonu této funkce se rozhodl pozastavení výkon pozice místopředsedy Strany Práv Občanů ZEMANOVCI. Vláda Bohuslava Sobotky jej z této pozice po svém nástupu 29. ledna 2014 odvolala. Funkci místopředsedy SPOZ formálně vykonával do prosince 2013.
Ve volbách do Poslanecké sněmovny PČR v roce 2013 kandidoval v Olomouckém kraji jako lídr SPOZ. Do parlamentu se ale nedostal.
V roce 2014 přijal nabídku vést analytický odbor na Pražském hradě. V prosinci 2017 se však vrátil na pozici vedoucího Úřadu vlády ČR s novou vládou Andreje Babiše. Funkci zastával do dne 27. června 2018, kdy byla jmenována druhá vláda Andreje Babiše a on sám byl odvolán.
Od srpna 2018 působí jako poradce guvernéra ČNB.